# Graeme Souness
Graeme James Souness (Edinburgh, 6 mei 1953) is een Schots voetbaltrainer en voormalig voetballer. Als speler kende hij zijn grootste successen als aanvoerder van het Liverpool uit de jaren ’80, waarmee hij onder meer vijf landstitels en driemaal de Europacup I veroverde. Souness was tevens werkzaam als voetbalanalist bij Ierse televisiezender RTÉ, nadat hij in 2006 bij Newcastle United als trainer ontslagen werd.

## Loopbaan als speler

### Beginjaren
Na opgegroeid te zijn in Edinburgh, kwam Souness in 1968 als jeugdspeler bij Tottenham Hotspur terecht. Hij kreeg echter geen speeltijd in het eerste team, waardoor hij op 19-jarige leeftijd besloot te vertrekken bij de Engelse club. In de zomer van 1972 tekende hij voor het Canadese Montreal Olympique. Hij speelde er tien van de veertien wedstrijden. Datzelfde jaar keerde hij nog terug naar Engeland, waar hij tekende bij Middlesbrough. De Schotse middenvelder zou er tot 1978 spelen, in het seizoen 1973/74 promoveerde men als kampioen naar de hoogste Engelse voetbaldivisie.

### Liverpool
Voor het op dat moment recordbedrag van £350.000 vertrok Souness naar Liverpool, waar hij zijn grootste successen behaalde. Met Liverpool veroverde hij vijf keer het landskampioenschap (1978/79, 1979/80, 1981/82, 1982/83, 1983/84), drie keer de Europacup I (1977/78, 1980/81, 1983/84), vier keer de Football League Cup (1980/81, 1981/82, 1982/83, 1983/84) en driemaal de FA Charity Shield (1980, 1981, 1983). Vanaf 1981 was Souness aanvoerder van het succesteam. In 1984 eindigde zijn carrière bij Liverpool, waarvoor hij 358 wedstrijden had gespeeld en 56 doelpunten maakte.

### Laatste jaren
Na zijn jaren bij Liverpool speelde Souness twee jaar voor het Italiaanse Sampdoria, waarmee hij in zijn eerste seizoen de Coppa Italia veroverde. In 1986 keerde hij terug naar zijn geboorteland Schotland, waar hij een functie als speler-trainer bij Rangers accepteerde. In 1991 beëindigde hij zijn actieve loopbaan; met Rangers had hij viermaal het Schots landskampioenschap en viermaal de Scottish League Cup.

### Schots elftal
Souness debuteerde op 30 oktober 1974 voor het nationale elftal van Schotland. Hij speelde in totaal 54 interlands en deed mee aan drie wereldkampioenschappen.

## Loopbaan als trainer
Na zijn jaren als speler-trainer bij de Rangers, tekende Souness in 1991 bij Liverpool, waar hij als speler grote successen boekte. Als trainer behaalde hij geen soortgelijke prestaties. Onder zijn leiding ging het bergafwaarts met de club die eind jaren ’80 nog tot de top behoorde. Souness werd bekritiseerd voor het verkopen van een aantal vaste waarden, terwijl hij veel geld spendeerde aan nieuwe aankopen die uiteindelijk niet door zouden breken. Een aantal spelers uit de jeugdopleiding zoals Robbie Fowler en Steve McManaman debuteerden tijdens zijn bewind. In vier jaar zou Liverpool één prijs veroveren, de FA Cup in 1992.
Tussen 1995 en 1999 stond Souness aan het roer bij respectievelijk Galatasaray, Southampton, Torino en Benfica. Met eerstgenoemde club veroverde hij in 1996 de Türkiye Kupası en Süper Kupa.
In 2000 tekende hij bij Blackburn Rovers, waar hij tot 2004 verbleef. In zijn eerste seizoen promoveerde hij met de club naar de hoogste Engelse voetbaldivisie. In het seizoen 2002/03 leidde hij Blackburn Rovers naar de zesde plaats. In zijn laatste seizoen waren de prestaties echter minder, in 2004 verliet Souness de club.
Na vier jaar bij Blackburn werd Souness trainer van Newcastle United. Ondanks het feit dat onder zijn regime voor 50 miljoen pond aan spelers werd aangekocht, vielen de prestaties in met name de competitie tegen. Souness werd in 2006 ontslagen.

### Souness uit Ulubat
Na de gewonnen finale van de strijd om de Türkiye Kupası tegen Fenerbahçe plantte Souness de geel-rode vlag van Galatasaray op de middenstip van het Fenerbahçe stadion, die hem de naam "Ulubatli Souness" bezorgde. Deze naam verwijst naar de soldaat genaamd "Ulubatli Hasan" (Hasan uit Ulubat), die in dienst van Sultan Mehmed II de vlag van het Ottomaanse Rijk, tijdens de verovering, op een fort in Constantinopel plantte. Deze actie van Souness maakte hem populair bij de supporters van Galatasaray, maar leidde tot grote woede bij de supporters van de tegenpartij.

## Na het trainerschap
Na bijna twintig jaar als trainer werd Souness voetbalanalist bij de Ierse zender RTÉ, ook is hij regelmatig te gast bij Sky Sports. In januari 2007 poogde Souness met een bod van 20 miljoen pond eigenaar van de Wolverhampton Wanderers te worden. Het bedrag werd echter als te laag beschouwd, later zou de club door een andere investeerder worden overgenomen.

## Erelijst
Als speler
 Tottenham Hotspur
- FA Youth Cup: 1969/70

 Middlesbrough
- Football League Second Division: 1973/74

 Liverpool
- Football League First Division: 1978/79, 1979/80, 1981/82, 1982/83, 1983/84
- Football League Cup: 1981/82, 1982/83, 1983/84
- FA Charity Shield: 1979, 1980, 1982
- Europacup I: 1977/78, 1980/81, 1983/84

 Sampdoria
- Coppa Italia: 1984/85

 Rangers
- Scottish Premier Division: 1986/87
- Scottish League Cup: 1986/87

Individueel
- European Cup Golden Boot: 1980/81
- PFA First Division Team of the Year: 1980/81, 1981/82, 1982/83, 1983/84
- PFA Team of the Century (1977–96): 2007

Als trainer
 Rangers
- Scottish Premier Division: 1986/87, 1988/89, 1989/90
- Scottish League Cup: 1986/87, 1987/88, 1988/89, 1990/91

 Liverpool
- FA Cup: 1991/92

 Galatasaray
- Türkiye Kupası: 1995/96
- Süper Kupa: 1996

 Blackburn Rovers
- Football League Cup: 2001/02

Individueel
- Premier League Manager of the Month: oktober 1996, april 1997